# Арт-панк
Арт-панк (англ. Art Punk), или авангардный панк (англ. Avant Punk) — жанр, производный от панка и авангардной музыки, обычно применяющийся по отношению к музыкальным коллективам, которые развивали идеи панка, внося в них элементы авангарда, и, в отличие от классических панк-рокеров вроде Sex Pistols, имели связи с миром искусства.

## История и развитие жанра
Первые музыканты, творчество которых определялось критиками как «арт-панк», в большинстве своем принадлежали к нью-йоркской прото-панковой сцене середины 1970-х: New York Dolls, Ramones, Ричард Хэлл, Патти Смит. Коллективы вроде Wire, в состав которого входили в основном студенты из арт-колледжей, и The Ex, в чьем творчестве панк-роковый саунд сочетался с элементами нойза, джаза, этно и авангарда, описывались как «avant-punk» (авангардный панк).
В конце 1970-х слово «арт-панк» применялось к коллективам, игравшим пост-панк и новую волну, тексты песен которых имели ярко выраженную социальную направленность или так или иначе обращались к обществу зачастую в резкой форме. К таким группам относились The Fall, Pere Ubu, Devo, Television, Wire и Talking Heads. Позже по их стопам последовали такие исполнители, как, например, Dog Faced Hermans.
Радикальное направление «No Wave» («Без волны» или «Никакая волна») также причисляется к ветвям арт-панка; Мартин Рэв из Suicide, один из родоначальников движения, говорил о нём как о «продолжении рок-музыки, развившейся в авангард».
Среди других коллективов, определявшихся как арт-панк — Fugazi и Goes Cube; Crass, также называли «арт-панком» в связи с их эффектными концертными выступлениями, включавшими в себя различные виды визуального и пр. искусства . Сам пост-хардкор, как самостоятельный музыкальный жанр, сформировался из хардкора и арт-панка с подачи бостонской группы Mission of Burma, повлиявшей также на многие пост-хардкор-коллективы, в том числе и Fugazi.

### В СССР и России
В СССР в середине—конце 1980-х годов подобные музыкальные эксперименты устраивали нововолновые рок-группы, возможно, подражая этим Talking Heads. В числе наиболее видных представителей были АукцЫон,
АВИА, Звуки Му, Ногу Свело, также к арт-панку можно отнести раннее творчество группы «ДК» (до 1985 года).
Помимо «новолновых» коллективов, передовиками арт-панка в СССР были представители сибирской панк-сцены во главе с Егором Летовым и Олегом Судаковым (он же «Манагер»). Помимо «Гражданской обороны», Летов и Судаков создали несколько студийных концептуальных проектов, самый известный из которых — «Коммунизм», ранние работы которого были записаны в жанре арт-панк, а также «Армия Власова», «Цыганята и Я с Ильича», «Христосы на паперти» и многие другие. В частности, влияние на сибирских панков оказала группа «ДК».
В России 1990-х годов элементы арт-панка использовались музыкантами в связи с расцветом пост-хардкора, наиболее известный пример — группа «Химера» (альбом 1993 года). Также слово «арт-панк» многими ассоциировалось с творчеством группы «Король и Шут», записавшей в 2010 году альбом «Театр демона», по словам Андрея Князева, выдержанный в жанре арт-панк. Также элементы арт-панка Князев использовал в собственной группе «КняZz».

## Представители стиля арт-панк
| - A Frames - Art Brut - At the Drive-In - Glenn Branca - Crass - Daughters - Devo - DNA - Dog Faced Hermans - The Ex - Dead Kennedys - The Fall - Fugazi - Gang of Four | - Glintshake - Hose - Hot Hot Heat - Liars - Mission of Burma - Richard Hell & The Voidoids - Ikara Colt - The Monochrome Set - No Age - Patti Smith Group - Pere Ubu - Pylon - This Heat - The Raincoats | - The Rakes - The Rapture - Scratch Acid - Scritti Politti - The Stranglers - Suicide - Talking Heads - Teenage Jesus & The Jerks - Television - Wipers - Wire - Yeah Yeah Yeahs | - Гражданская оборона - ДК - Звуки Му - Коммунизм - Макелот - Химера - Христосы на паперти - Цыганята и Я с Ильича |